# Mont-aux-Sources
Le Mont-aux-Sources est une chaîne de montagnes d'Afrique australe, constituant l'un des plus importants massifs du Drakensberg. Il se situe principalement au Lesotho, mais s'étend également en Afrique du Sud, dans les provinces du KwaZulu-Natal et de l'État-Libre.

## Toponymie
En 1836, des missionnaires français de passage dans la région découvrent la montagne, où de nombreux cours d'eau prennent leur source, et la nomment « Mont-aux-Sources ».

## Géographie

### Topographie

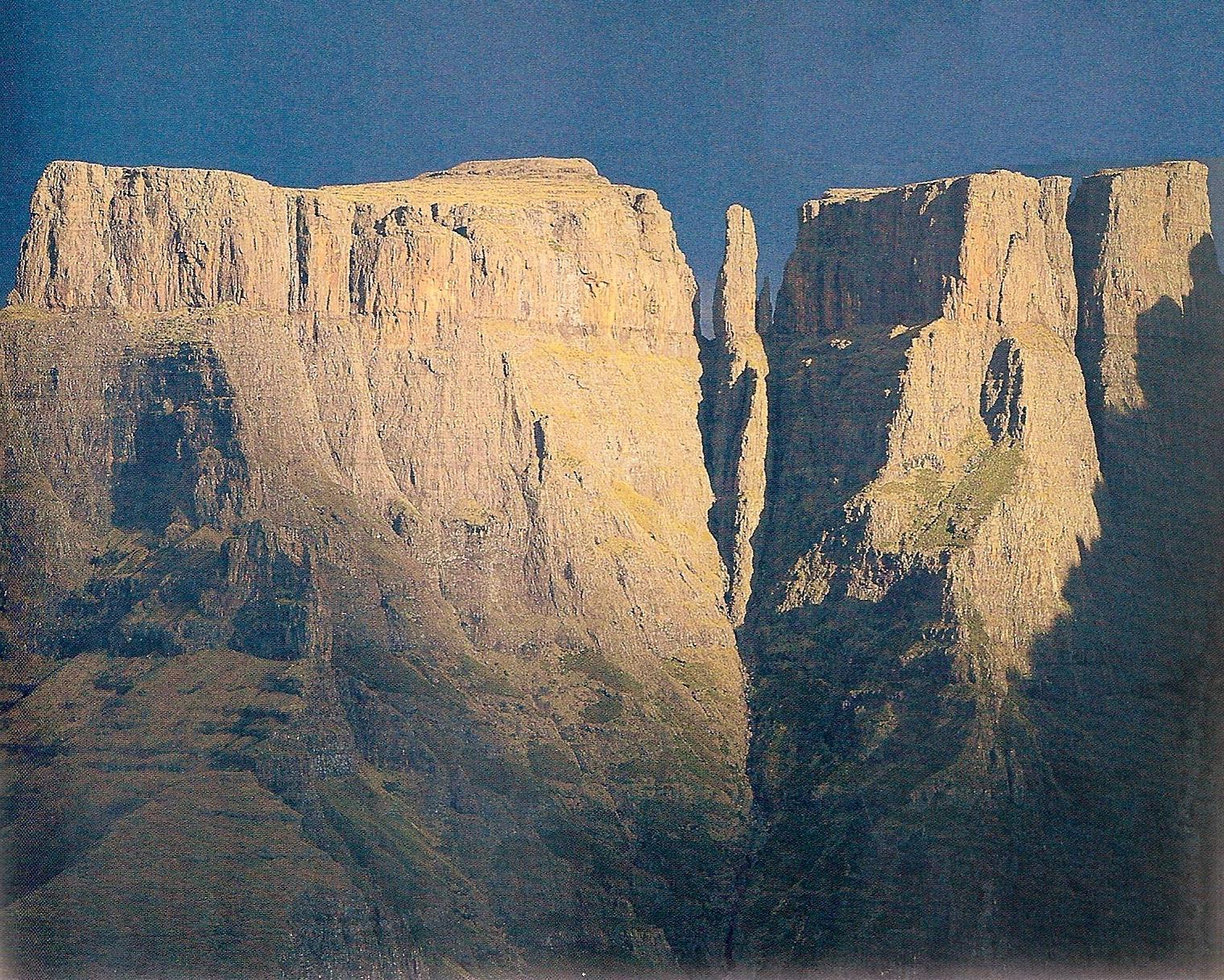
Vue d'une partie de l'escarpement.

Le Mont-aux-Sources est un plateau basaltique qui s'étend à une altitude moyenne de 3 050 mètres. Plus haute encore que les nombreux escarpements qui dominent le massif s'élève une falaise à pic, la Sentinelle, dont le point culminant atteint 3 282 mètres d'altitude.

### Hydrographie
De nombreux cours d'eau proviennent du massif, dont le principal, la Tugela, coule ensuite vers la côte du KwaZulu-Natal et l'océan Indien. À sept kilomètres de sa source, au sein du Royal National Nata Park, la rivière plonge de 947 mètres à travers une série de chutes, les Tugela Falls, la deuxième plus haute série de chutes d'eau au monde.
La Caledon, l'un des principaux affluents de l'Orange, prend également sa source dans la montagne, avant de couler vers l'ouest et de former la frontière entre le Lesotho et l'Afrique du Sud.
Enfin, une autre grande rivière est l'Elands, aussi appelée la Namahadi en amont de la région du Fika-Patso Dam. L'Elands, au cours impétueux, court vers le nord et se jette dans la Wilge, qui elle-même se jette dans le Vaal, le principal affluent de l'Orange, qui elle-même se jette sur la côte occidentale de l'Afrique du Sud, à la frontière avec la Namibie.